# فرودگاه دیگو جیمنز تورس
فرودگاه دیگو جیمنز تورس (به انگلیسی: Diego Jiménez Torres Airport) (به زبان بومی: Fajardo Airport) یک فرودگاه همگانی بهره‌برداری هوایی با کد یاتا FAJ است که یک باند فرود آسفالت دارد. این فرودگاه در کشور ایالات متحده آمریکا قرار دارد.